# NGC 7696
NGC 7696 is een spiraalvormig sterrenstelsel in het sterrenbeeld Vissen. Het hemelobject werd op 14 november 1863 ontdekt door de Duitse astronoom Albert Marth.

## Synoniemen
- MCG 1-60-4
- ZWG 407.10
- PGC 71757